# 雷诺氏综合征
雷诺氏综合征，也作雷诺现象（Raynaud phenomenon），是指由于血管痉挛而引起的一系列血管血流减少的情形。一般手指更容易受到影响，脚趾有时也会受到波及。在较为罕见的情形下，鼻、耳、唇也会出现相应症状。雷诺氏综合征会导致肢体变得苍白，随后發紺，并常伴有麻木、疼痛。当血流恢复时，患处会变得潮红并有灼热感。该症状通常持续几分钟，但也可持续数小时。
雷諾氏症候群的發作可能被寒冷或是情緒壓力所誘發。可以分成兩種主要類型：原發性雷諾氏症候群和續發性雷諾氏症候群。原發性雷諾氏症候群的成因未知，而續發性雷諾氏症候群則伴隨著其他症狀出現，可能因結締組織疾病如硬皮病或紅斑性狼瘡、手部受傷、長時間震動、抽菸、甲狀腺問題、一些醫療處方如服用避孕藥而發生，通常藉由其症狀來診斷。
原發性雷諾氏症候群的處置為避免暴露在寒冷環境，其他處置包含停止使用尼古丁或興奮劑。對於症狀沒有改善的案例，可以給予鈣離子通道阻滯劑和伊洛前列素。有些許的證據支持替代療法的效果。罕見的情況下可能併發皮膚潰瘍或壞疽。
大約有4%的人口有雷諾氏症候群的現象。原發性雷諾氏症候群好發於15至30歲，且多為女性，續發性雷諾氏症候群則較常發生於高齡人口。在寒冷氣候下，兩種雷諾氏症候群發生率都較高。此症候群是由法國的雷諾醫師（Maurice Raynaud）在1862年所描述，並以他的名字命名。

## 體徵和症狀

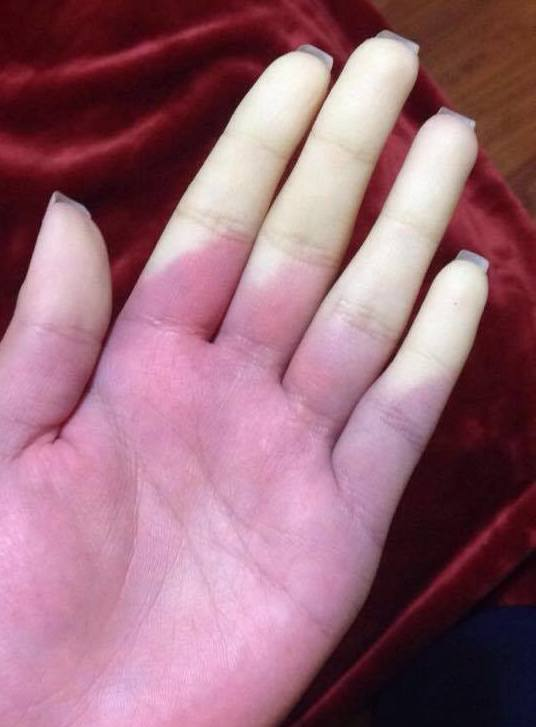
雷諾氏症影響了所有五手指

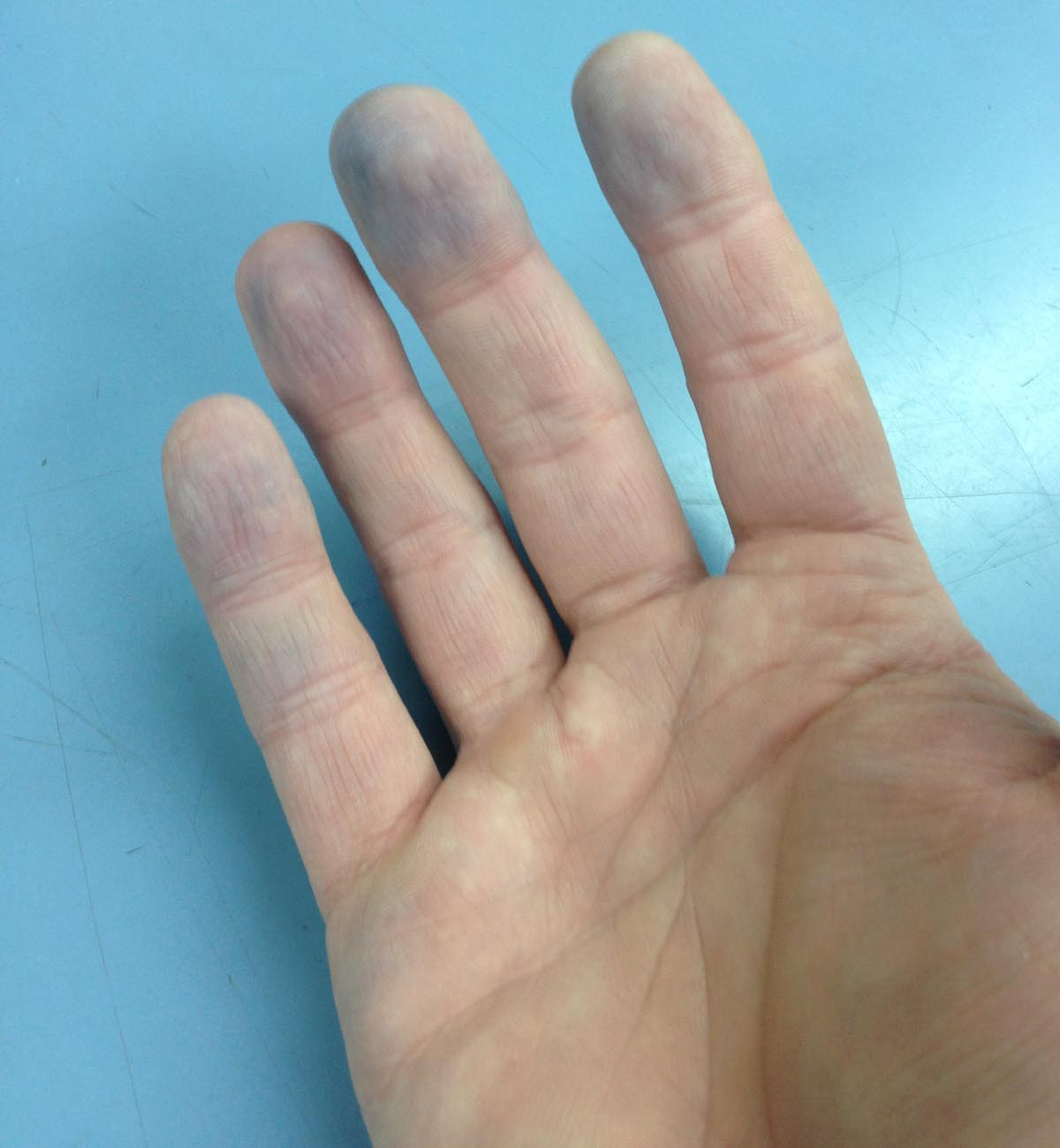
藍紺

該病症可影響到四肢並引起痛苦、變色（蒼白），並會產生寒冷或麻木感。對於那些未確診的人來說通常會令人痛苦，有時可能會造成血管阻塞。 
當雷諾氏症的人處於寒冷的氣候中，它能潛在變得危險。當暴露於低溫時，於手指、腳趾、鼻子或者耳垂的供血量會顯著降低；皮膚轉變得灰白或白色（稱為面色蒼白），並且在受寒部位會失去知覺。這些症狀是間歇性發生，當症狀消退或部位變暖和時，血液會逐漸恢復流通，受害的膚色會先變紅（rubor）， 然後回復正常，經常伴隨著腫脹，刺痛和疼痛的「針刺」感覺。不過，並非全部病患都能在所有發作症狀，發現所有前述所提的膚色變化，特別是當病情輕微的病例。一般會認為是由於缺乏血流的部位產生過敏反應症狀。在懷孕過程，由於表皮血流增加，這種跡象通常會消失。雷諾氏症也可能發生在餵養母乳的母親身上，導致乳頭變白並且變得非常疼痛。

## 病因

### 主要
如果是特發性疾病，也就是如果它們是自身發生而不與其他疾病相關，通常會診斷為雷諾氏症或“原發性雷諾氏症候群”。有時將原發性雷諾氏症候群稱為“對寒冷有過敏性回應”。通常於青少年和成年早期的年輕女性族群較易發作。雷諾氏症主要的被認為有部分是遺傳性的，雖然尚未被確定是否為特定的基因所造成。
吸菸會增加發作頻率和強度，並且有種激素也會產生影響。咖啡因、雌激素和钙离子通道阻滞剂通常被列為病狀惡化原因，但沒有一個可靠的證據指出應該避免使用它們。

### 續發性
在各種其他條件會有雷諾氏現象或稱為“續發性雷諾氏症候群”。
續發性雷諾氏症候群有許多關聯：
- 結締組織疾病
  - 硬皮病[11]
  - 全身性紅斑狼瘡
  - 類風濕性關節炎
  - 乾燥綜合徵（Sjögren's syndrome）
  - 皮肌炎
  - 多發性肌炎（英语：Polymyositis）
  - 混合型結締組織疾病（英语：mixed connective tissue disease）
  - 冷凝集素綜合症（英语：cold agglutinin disease）
  - 埃勒斯-當洛二氏症候群
- 飲食失調
  - 神經性厭食症
- 阻塞性疾病
  - 動脈粥樣硬化
  - 血栓閉塞性脈管炎
  - 大動脈炎
  - 鎖骨動脈瘤
  - 胸廓出口症候群
- 藥物影響
  - β受體阻斷藥
  - 細胞毒性藥物 - 特別是化學治療藥物，尤其是博来霉素
  - 環孢素
  - 溴隱亭
  - 麥角胺
  - 柳氮磺胺吡啶
  - 炭疽疫苗（英语：anthrax vaccines） 主要成分是炭疽保護性抗原
  - 興奮劑藥物，如那些用於治療ADHD（安非他命和哌甲酯的藥物。[12]
  - OTC 偽麻黃鹼藥物（氯苯那敏，Sudafed，其他）[13]
- 職業病
  - 關係到振動的工作，特別是鑽孔和長時間使用割草機長時間震動
  - 暴露於氯乙烯，汞
  - 暴露於寒冷中（例如，冷凍食品包裝工）
- 其他
  - 身體創傷，例如在汽車事故或其他創傷事件中持續的創傷
  - 萊姆病
  - 甲狀腺機能低下症
  - 冷凝球蛋白血症（英语：cryoglobulinemia）
  - 惡性腫瘤
  - 慢性疲勞症候群
  - 複雜性局部疼痛症候群
  - 腕隧道症候群
  - 缺鎂
  - 多發性硬化症
  - 红斑性肢痛病 （臨床上呈現與雷諾氏症相反，伴著灼痛、皮膚溫度升高並發紅）經常與雷諾氏症病患者共存[14])

在某些情況下，雷諾氏症候群可以在這些疾病病發超過二十年前成為“先兆”，因此它實際上成了它們的首發病徵。這可能就是CREST綜合症的情況，而雷諾氏症候群就是其中的一部分。
續發性雷諾氏症候群病患者也可能出現與其潛在疾病相關的症狀。雷諾現像是硬皮病70％的患者（一種皮膚和關節疾病）的初始症狀。
當雷諾氏現象僅限於一隻手或一隻腳時，則稱為單側雷諾氏症候群。這是一種不常見的症狀，而且總是續發於局部或區域性血管疾病。隨著血管疾病蔓延，它通常在幾年內到足以蔓延到其他肢體。

## 治療
硝苯地平（Nifedipine）是一種鈣離子通道阻滯劑和血管擴張劑，建議在極小的研究團隊中增加四肢血流量，用來顯著緩解乳房疼痛。